# Allium qasyunense
Allium qasyunense — вид трав'янистих рослин родини амарилісові (Amaryllidaceae), поширений у східному Середземномор'ї.

## Опис
Листові піхви та пластини вкриті прямостійними дуже короткими волосками. Сегменти оцвітини загострені без чітких серединних жилок.

## Поширення
Поширений у східному Середземномор'ї — Ізраїль, Йорданія, Палестина, Сирія.
Населяє напівпосушливі трав'янисті схили, де переважають чагарники. На території, де вид росте, середньорічна кількість опадів становить 200–400 мм. Висота зростання — 0–700 м н.р.м..

## Загрози та охорона
Загрози невідомі.
Необхідні дослідження для підтвердження поширення виду в Сирії.